# Rodney M. Davis
Die USS Rodney M. Davis (FFG-60) war eine Fregatte der United States Navy der Oliver-Hazard-Perry-Klasse.

## Technik
Die Rodney M. Davis wird zu den sog. long-hull gezählt, d. h., sie ist etwa 138 Meter lang und 13 Meter breit. Sie hat einen Tiefgang von 7 Meter. Auf dem Schiff arbeiten etwa 226 Personen, davon etwa 205 Besatzungsmitglieder und 21 Angehörige der Helikopterbesatzungen (sechs Piloten, 15 Mann Wartungspersonal).

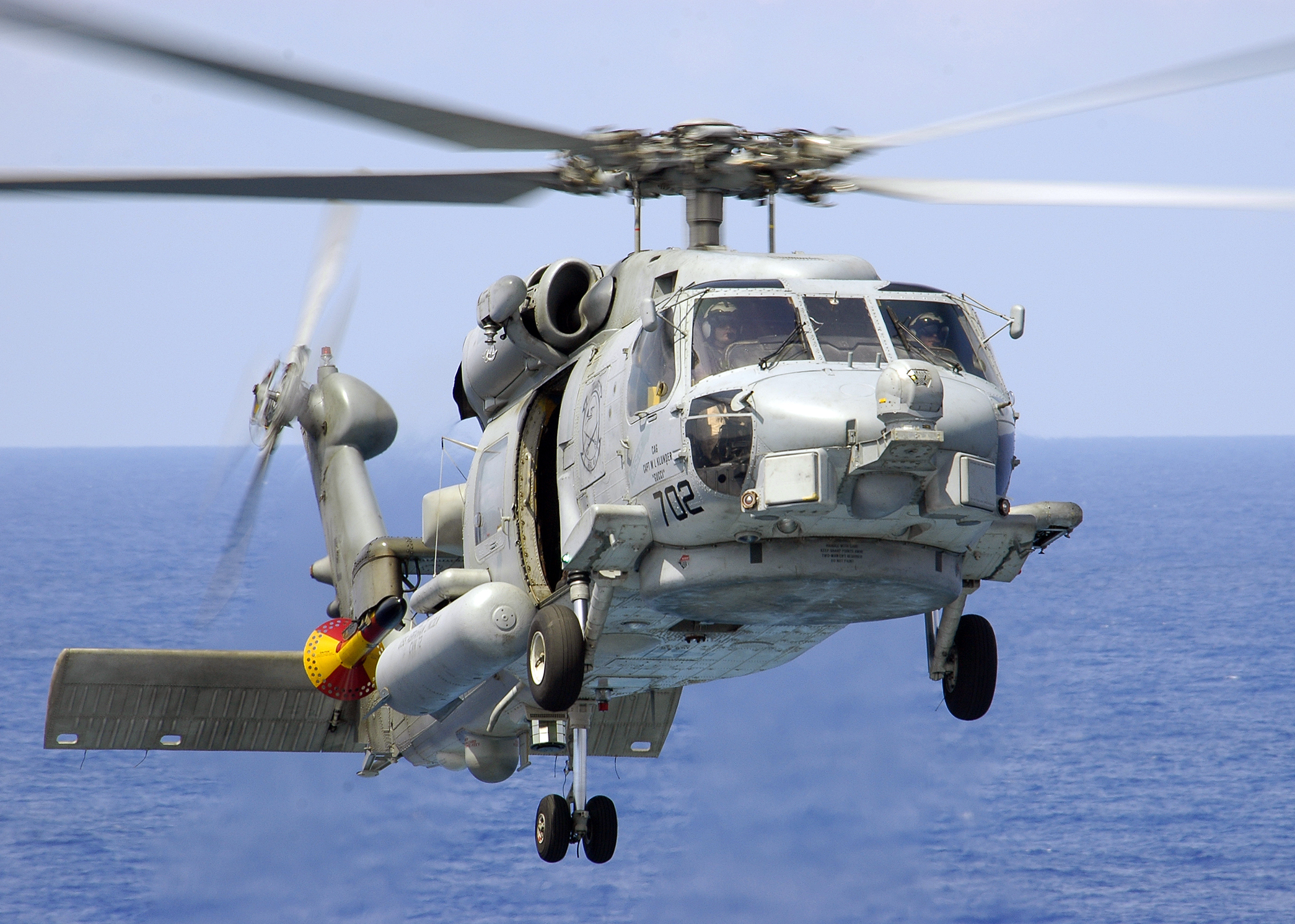
SH-60B Seahawk

Die Rodney M. Davis war, wie alle Schiffe der Perry-Klasse, zunächst hauptsächlich als Geleitschiff zur Abwehr von Luft- und Seezielen konzipiert. Zu diesem Zweck war sie mit einem MK13-Starter für SM1-Raketen zur Luftabwehr und Harpoon-Raketen zur Bekämpfung von Seezielen ausgerüstet, der jedoch zu Beginn des 21. Jahrhunderts entfernt wurde.
Zur Seezielbekämpfung bleiben der USS Rodney M. Davis noch ein einzelnes 76-mm-Geschütz sowie zwei Torpedorohre, die sich gegen U-Boote einsetzen lassen. Außerdem verfügt das Schiff über ein CIWS zur Abwehr von anfliegenden Seezielflugkörpern.
Zusätzlich befinden sich auf der Rodney M. Davis zwei SH-60 Seahawk-Helikopter, die sich zur Bekämpfung von Oberflächenzielen und U-Booten eignen und die mit Penguin-Antischiffsraketen sowie Torpedos ausgerüstet werden können.

## Name und Insigne

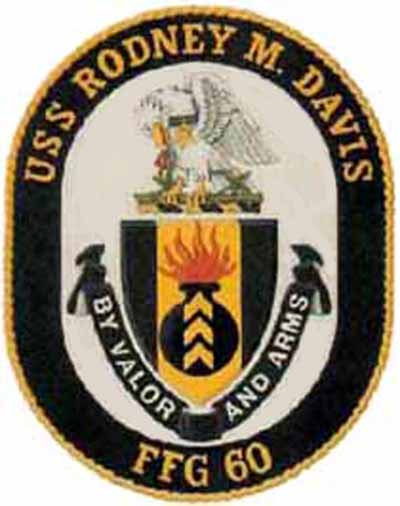
Insigne

Sie ist benannt nach Rodney M. Davis (1942–1967), einem Sergeant des United States Marine Corps, der 1967 während des Vietnam-Krieges fiel, als er sich auf eine feindliche Handgranate warf, und so mehreren seiner Kameraden das Leben rettete. Dafür wurde ihm posthum die Medal of Honor verliehen.
Das Wappen der USS Rodney M. Davis besteht aus einem Schild mit Helmschmuck, umrahmt mit dem Namen und der Kennung des Schiffes. Unter dem Schild steht das Motto der Fregatte „BY VALOR AND ARMS“.

## Geschichte

### Bau
Die Fregatte wurde am 28. Oktober 1982 bei Todd Pacific Shipyards (Los Angeles Division, San Pedro, California) auf Kiel gelegt, lief am 11. Januar 1986 vom Stapel und wurde am 9. Mai 1987 in Dienst gestellt. Sie wurde getauft von Mrs. Judy P. Davis, einer Verwandten des Namensgebers.
Die Fregatte war zunächst im US-Marinestützpunkt Yokosuka (Japan) stationiert (zugeteilt zur Destroyer Squadron 15 - DesRon 15) und verlegte im Jahre 2005 in die Naval Station Everett im US-Bundesstaat Washington. Dort gehört sie mit den Fregatten Ingraham und Ford, zur „Destroyer Squadron 9“.

### Einsätze
Das Schiff wurde mehrfach in den Medien erwähnt, da es zusammen mit der United States Coast Guard bei der Jagd nach Drogenschmuggler äußerst erfolgreich war.
- 2001

Die „Rodney M. Davis“ und der Kutter der US-Küstenwache „Active“ stellten ungefähr 1500 Meilen südlich von San Diego das unter der Flagge von Belize fahrende Schiff „Svesda Maru“. Auf diesem wurden rund 12,2 Tonnen Kokain sichergestellt.
- 2002

Außerdienststellung des Schiffes am 1. Oktober und Überweisung an die „Naval Reserve Force“ in San Diego.
- 2005

Wiederindienststellung bei der „DesRon 9“ in Everett.
Im Sommer war die „Davis“ am 11. jährlichen „Afloat Readiness and Training“ (CARAT) Ausbildungsprogramm beteiligt. (CARAT sind jährlich stattfindende militärische Übungen, die der besseren Zusammenarbeit der Marinen von verschiedenen südöstlichen Ländern dienen sollen.) Die Aufrechterhaltung der Freiheit der Meere und die Verbesserung der Bemühungen der maritimen Sicherheit in der Region ist das primäre Ausbildungsziel dieser Programme.
- 2006

Im Sommer 2006 wurde mit Hilfe der Besatzung der „Davis“ rund 11 Tonnen Teeröl von den Stränden der „NAVMAG Indian Island“ zu entfernt. (Navy Magazine Indian Island ist eine militärisch genutzte Insel im Puget Sound / Whidbey County - Washington USA). Es war dadurch möglich gewesen, diese Maßnahme zum Schutz der Umwelt ohne Kosten für Arbeitsaufwand durchzuführen.
Am 28. November 2006 verließ die „Davis“ ihren Heimathafen, die „Naval Station“ (NAVSTA) Everett und lief in den Südpazifik aus.
- 2007

Am 3. März nahmen Angehörige der Besatzung anlässlich des Besuches in Panama-Stadt im Rahmen von COMREL (Community relations) an zwei Partnerschaftsmaßnahmen teil. Es wurde das Waisenhaus „Hogar Divino Nino“ besucht und Hilfe bei der Erhaltung und Verbesserung einer Bibliothek im Bezirk Cinco de Mayo geleistet. Am 25. März wurde die Durchfahrt durch den Panamakanal von Ost nach West abgeschlossen. Am 3. April wurden erneut anlässlich eines drei Tage währenden Hafenbesuches durch 21 Angehörige der Schiffsbesatzung Restaurierungsarbeiten im Waisenhaus „Hogar Divino Nino“ durchgeführt. Dafür wurden von der Besatzung insgesamt 1.100 Dollar gespendet. Am 19. April stoppte die Fregatte den Fischkutter „Mariana de Jesus“ in internationalen Gewässern. Das Boot war mit 31 Migranten besetzt und völlig überladen. Es wurde Wasser und Verpflegung abgegeben und notwendige Medizinische Hilfe geleistet. Anschließend wurde es an die El Salvadorianische Marine übergeben. Am 23. April wurde, zusammen mit dem Costa Ricarianischen Küstenwachschiff „Juan Rafael Mora“ der Fischkutter „Cherubin“ aufgebracht, auf dem sich 61 chinesische Migranten befanden deren Gesundheitszustand schlecht war, da sie seit vier Tagen weder Nahrung noch Wasser hatten.
Im gleichen Monat brachte die Fregatte während eines Anti-Drogen-Einsatzes das ecuadorianische Fischerboot Emperador auf, auf dem 3850 Gallonen (rund 14.600 Liter) verflüssigtes Kokain beschlagnahmt wurden. (Jede Gallone entsprach 1,3 Kilogramm reinen Kokains.) Nach einem sechsmonatigen Einsatz im Kampf gegen die Drogen kehrte die „Davis“ am 12. Juni in ihren Heimathafen zurück.
- 2008

Bereits im Spätfrühling war die „Rodney M. Davis“ wieder auf Patrouillenfahrt. Danach verlegte sie in die Gewässer vor Hawaii um sich einem Ausbildungsprogramm für die bevorstehenden Herbstaufgaben anzuschließen. Sie wurde zur Teilnahme an den Manövern RIMPAC 2008 befohlen.
Am 5. Dezember konnte die Fregatte ein Drogenschmuggler-Schiff mit mehr als vier Tonnen Kokain im östlichen Pazifik aufbringen. Der Wert der sichergestellten Drogen betrug etwa 90 Millionen US-Dollar. Die Besatzung festgenommen.
„Rodney M. Davis“ kehrte am 21. April nach Everett zurück. Während dieser Zeit hatte sie Operationen vor der Lateinamerikanischen Küste unter dem Kommando des „U.S. Naval Forces Southern Command“ (NAVSO) und der „4th Fleet“ durchgeführt.
- 2010

Der „4th Fleet“ zugewiesen stoppte die Fregatte am 23. September ein Fischerboot, das unter der Flagge Ecuadors fuhr. An Bord wurden rund 1,5 Tonnen Kokain sichergestellt. An Bord befanden sich 17 Besatzungsmitglieder, die festgenommen und mitsamt dem Drogenschiff nach Guayaquil in Ecuador gebracht wurden. Danach war die Fregatte in die Maritime Strategie (Theater Security Cooperation - TSC) eingebunden, eine Maßnahme der USA zur Sicherung des Bereichs der Karibik und Lateinamerikas. Die TSC Strategie beinhaltet den militärischen Austausch, Multinationale Manöver und Ausbildungen, Hafenbesuche in diplomatischer Mission und Patenschaften.
- 2015

Die Rodney M. Davis wurde am 23. Januar 2015 in der Naval Station Everett, Washington außer Dienst gestellt.

### Verbleib
Die Rodney M. Davis wurde am 12. Juli 2022 während einer SINKEX Operation im Rahmen des Seemanövers RIMPAC im Pazifik versenkt.

## Kommandanten der Rodney M. Davis
| I. | II. | III. |
| --- | --- | --- |
| - Commander Craig R. Heckert 9. Mai 1987 – 31. März 1988 - Commander Peter G. Roberts 1. April 1988 – 29. Juni 1990 - Commander Anthony J. Kopaz 30. Juni 1990 – 2. April 1992 - Commander Jacob L. Shuford 3. April 1992 – 18. Januar 1994 - Commander Dennis L. Hopkins 19. Januar 1994 – 21. November 1995 - Commander Peter M. Leenhouts 22. November 1995 – 2. Juli 199 - Commander Craig R. Heckert 9. Mai 1987 – 31. März 1988 | - Commander Peter G. Roberts 1. April 1988 – 29. Juni 1990 - Commander Anthony J. Kopaz 30. Juni 1990 – 2. April 1992 - Commander Jacob L. Shuford 3. April 1992 – 18. Januar 1994 - Commander Dennis L. Hopkins 19. Januar 1994 – 21. November 1995 - Commander Peter M. Leenhouts 22. November 1995 – 2. Juli 1997 - Commander Jonathan E. Will 3. Juli 1997 – 4. Februar 1999 - Commander Thomas E. Mangold, Jr. 5. Februar 1999 – 1. September 2000 - Commander Eldridge Hord, III 1. September 2000 – 31. Mai 2002 | - Commander John B. Carroll 1. Juni 2002 – 19. März 2004 - Commander Paul E. Flood 20. März 2004 – 27. Oktober 2005 - Commander D. Marc Gordnier 28. Oktober 2005 – 26. Mai 2007 - Commander James L. Minta 26. Mai 2007 – 19. November 2008 19. November 2008 – 28. Mai 2010 - Commander Scott Robertson 29. Mai 2010 – 18. November 2011 - Commander Timothy Gibboney 18. November 2011 – |